# カラーズ・オブ・オストラヴァ
オーストラヴァ・カラーズ（Colours_of_Ostrava）、または単にカラーズは、チェコの国際イベントであり、2002年から毎夏、チェコの第3の都市であるオストラヴァで開催されている。
音楽フェスティバルを中心とした多ジャンルのイベントであり、中欧でも最大級のイベントの一つとしてみなされている。カラーズは16のステージを持ち、4つの大規模な野外ステージ（メインステージは15,000人収容）、6つの屋内ステージ、劇場ステージ、ワークショップステージ、キッズステージ、シネマ、そしてライブディスカッションを含む。主要な人気音楽ジャンルからアヴァンギャルド音楽やワールドミュージックまで、幅広いパフォーマーが出演する。

## 概要
2012年までは、カラーズはシレジアン・オーストラヴァ城のエンターテインメント地区やチェルナ・ルーカの展示会場、および市中心部の他の場所で開催されていた。2012年以降、フェスティバルはヴィートコヴィツェ市区の再開発されたブラウンフィールドで開催されている。

## コロナウイルス（COVID-19）の影響
2020年には、COVID-19パンデミックのためイベントが中止されたが、フェスティバル会場で1,000人限定の四日間の屋内イベント「NeFestival」が開催され、チェコのバンドTata BojsやVoxelが出演した。ボスニアのロックグループDubioza kolektivも出演予定だったが、渡航制限により参加できなかった。NeFestivalは地元政府による集会の制限が強化されたため、わずか二日で中止された。

## 受賞歴と評価
他の受賞歴の中でも、2005年と2006年にカラーズはアンジェル賞で年間最優秀音楽イベント賞を受賞した。2016年には、ガーディアン紙がヨーロッパのトップテン音楽フェスティバルの一つとしてランク付けした。